# Атентат на гара Буново
Атентат на гара Буново е най-големият железопътен атентат в българската история по брой на жертвите. Извършен е на 9 март 1985 г. посредством бомба, поставена във вагона за майки с деца на влака Бургас – София.
Същия ден избухва бомба в кафе-сладкарницата на хотел „Сливен“ в Сливен.

## Описание
Бомбата е поставена във вагона за майки с деца на влак № 326, който се движи от Бургас за София. Бомбата е с часовников механизъм, а часът е разчетен да съвпадне с навлизането на влака в тунела в района на гара Буново. Там паниката и липсата на достатъчно въздух биха довели до възможно най-голям брой жертви.
Заради маневра на гара Златица влакът закъснява с две минути и взривът избухва в 21:31 ч. на гарата, а не в тунела.
На мястото на инцидента пристигат министрите на вътрешните работи и на транспорта Димитър Стоянов и Васил Цанов. Вагонът е откачен. Шест часа жертвите и ранените се извозват в околните градове, а останалите пътници са подложени на строга проверка от страна на органите на реда – кой и кога си е купил билета, къде се е качил и с какъв багаж. Едва тогава влакът продължава своя път към София.

## Жертви
В атентата загиват 12-годишният Георги Цветков, 13-годишният Стефан Атанасов, 38-годишната Яворка Петрова, 40-годишният Емил Георгиев, 60-годишният Стилиян Иванов, 63-годишният Николай Генков и 64-годишната Райна Бозукова.   Сред жертвите са глухонеми деца, прибиращи се вкъщи. Ранени са тежко 9 души и сред тях също има 2 деца.

## Извършителите и тяхната съдба
Атентатът, както и последвалият го в град Сливен, е извършен от протурски терористи, български граждани, според Павел Шопов членове или симпатизанти на нелегалната организация, наречена Турско националноосвободително движение в България (ТНОДБ). Тази версия е оспорена от Сабри Мехмедали, брат на един от осъдените на смърт.
На 25 април 1988 са осъдени на смърт лицата, пряко участвали в атентата (в скобите е рожденото име): Елин Маджаров (Емин Мехмедали), Алцек Чакъров (Абдула Чакър) и Сава Георгиев (Саафет Реджеб), няколко месеца по-късно същата година присъдата е потвърдена от Държавния съвет на НРБ и осъдените са екзекутирани и кремирани. Емин Мехмедали (Елин Маджаров) и Абдула Чакър (Алцек Чакъров), са били агенти на окръжното управление на Държавна сигурност в Бургас през 70-те и 80-те години на 20 век. Осъдени за помагачество са: на 6 години затвор – Севдалин Алипиев Маджаров (Сабри Мехмедали), брат на първия терорист (лежи 2 г. амнистиран от Желю Желев и освободен в 1990 г.), на 2 години затвор Никола Николов, на по 1 година затвор Севда Латинова и Милко Вълканов. Терористите стават обект на сделка с Турция и са разменени. По-късно Сабри Мехмедали израства до пост областен координатор на ДПС за Бургас.

## В памет на жертвите на атентата
През 1990 г. на сградата на гара Буново е открита паметна плоча. На 11 септември 2007 близо до гарата е открит паметник на жертвите на атентата. Паметникът представлява монументална скулптурна композиция, висока 7 метра.

## Външни препракти
- МАРТ 1985 г. – В 21,31 ч. във вагон за майки с деца на влака Бургас-София избухва взривно устройство, в момент когато влакът навлиза в гара Буново. На място са убити седем души, сред които две момчета на 12 години, а девет са ранени. В 22,02 ч. друга бомба избухва в хотел „Сливен“ в Сливен. Ранени са 14 души. – част от събитията представени в рубриката „Черен календар на комунизма“ в сайта desebg.com
- Живков и „възродителния“ процес. Част 6: Пенчо Кубадински признава: Генералният секретар ръководеше преименуването статия в сайта desebg.com от 2 септември 2011, автор Христо Христов
- Откриха паметник на жертвите от взрива на гара Буново Архив на оригинала от 2015-09-24 в Wayback Machine. статия в сайта dnevnik.bg от 11 септември 2007